# Renault Ares (Bus)
Renault Ares war ein Omnibus des französischen Herstellers Renault Trucks für den Fernbusverkehr, der im Oktober 1998 vorgestellt wurde. Die Post und Telekom Austria erwarb 1999 200 Exemplare des Renault Ares. Renault Ares gehörte zur letzten von Renault Trucks hergestellten Bus-Serie. Ab 2002 diente Irisbus Ares als Folgemodell.

## Beschreibung
Renault Ares wurde mittels Dieselmotor der Klasse „Euro 3“ der Abgasnorm betrieben. Er hatte einen Hubraum von 11.110,40 cm³.